# Сем Вебб
Сем Вебб (англ. Samuel "Sam" Webb; нар. 16 липня 1945, штат Мен) — американський політик, Генеральний секретар Комуністичної партії США.

## Біографія
Народився у 16 липня 1945 році в штаті Мен (США). Закінчив Університет Коннектикуту, економіст. У 1972 році вступив до молодіжного крила Комуністичної партії США.
Працював в профспілковому русі. У 1978—1988 роках керівник Мічиганської партійної організації КП США.
З 2000 року Генеральний секретар Комуністичної партії США.